# I Wanna Dance
I Wanna Dance é o segundo single japonês da dupla Donghae & Eunhyuk, subgrupo da boy band Super Junior, lançado em 19 de junho de 2013 pela Avex Trax.

## Lista de faixas
| CD             |                                 |                |                |         |  |
| N.º            | Título                          | Letras         | Música         | Duração |  |
| 1.             | "I Wanna Dance"                 | Team Onesound  | Team Onesound  | 3:30    |  |
| 2.             | "Love That I Need" (com Henry)  | NoizeBank      | NoizeBank      | 3:26    |  |
| 3.             | "I Wanna Dance -Less Vocal-"    | Team Onesound  | Team Onesound  | 3:30    |  |
| 4.             | "Love That I Need -Less Vocal-" | NoizeBank      | NoizeBank      | 3:26    |  |
| Duração total: | Duração total:                  | Duração total: | Duração total: | 13:52   |  |

DVD
1. I Wanna Dance  (videoclipe)
2. I Wanna Dance  (dance version)
3. I Wanna Dance (making-of)

## Desempenho nas paradas
| Parada                   | Período               | Melhor posição | Vendas |
| ------------------------ | --------------------- | -------------- | ------ |
| Oricon (Ranking diário)  | 19 de junho de 2013   | 3              | 36,329 |
| Oricon (Ranking semanal) | 17 – 23 junho de 2013 | 3              | 54,220 |
| Oricon (Ranking mensal)  | junho de 2013         | 12             | 56,450 |